# Capodecina
Il capodecina o caporegime è un componente di una famiglia di "Cosa nostra", in genere a capo di 10 uomini d'onore.
Il capodecina in genere rapporta il suo operato ai suoi superiori, che possono essere i consiglieri del capofamiglia o addirittura il capofamiglia stesso.
In genere i capidecina vengono definiti anche "colonne" o "fondamenta", poiché sono considerati i burocrati che sorreggono tutto il sistema criminale della famiglia mafiosa. Ad ogni capodecina in genere vengono affidati compiti particolari, possiamo dire che egli è una specie di "ministro" che ricopre una certa carica e che deve rendere conto solo al capo o ai suoi vice.

## Grado militare
Capodecina è anche un grado militare in vigore in alcune forze armate dei paesi nati dalla dissoluzione della ex Jugoslavia e in precedenza nelle Forze armate della  Jugoslavia Socialista nella quale capodecina (desetar) era un grado della truppa; in passato nell'Impero russo un grado degli strelizi.